# Sallingberg
Sallingberg je městys v Rakousku ve spolkové zemi Dolní Rakousy v okrese Zwettl. Žije v něm 1307 obyvatel (podle sčítání z roku 2016).

## Poloha
Sallingberg se nachází v severozápadní části spolkové země Dolní Rakousy v regionu Waldviertel. Leží 16 km jižně od Zwettlu. Jeho územím prochází silnice B36, která vede z Dobersbergu přes Waidhofen an der Thaya a Zwettl až na břeh Dunaje. Rozloha městysu činí 51,61 km², z nichž 55,6℅ je zalesněných.

### Členění
Území městyse Sallingberg se skládá z dvanácti částí (v závorce uveden počet obyvatel k 1. lednu 2015):
- Armschlag (86)
- Grainbrunn (155)
- Großnondorf (154)
- Heubach (31)
- Kamles (31)
- Kleinhaslau (58)
- Lugendorf (108)
- Moniholz (153)
- Rabenhof (31)
- Sallingberg (388)
- Spielleithen (36)
- Voitschlag (75)

## Historie
První písemná zmínka pochází z roku 1208 ve tvaru Saliginberge. Název by pravděpodobně mohl znamenat slova „Berg der saligen Leute“. Hornoněmecké „saelic“ znamenako „šťastný a osvobozený od všech pozemských špatností“. Další formy názvu byly 1269 Sellingberg, 1272 Salingberg, 1284 Seligenberg, 1330 Seligenperge, 1374 Sälingberg, 1388 Seligenperg a 1464 Salingperg.
V roce 1269 byl poprvé zmíněn kostel. Zdejší farnost byla zpočátku součástí farnosti Obermeisling, ve 14. století byla přidělena k děkanátu Krems-Stein. Během reformace a třicetileté války byla fara s kostelem zpustošena a byly ukradeny zvonky s mešním kalichem.
První škola byla postavena v roce 1788, roku 1875 jí přibylo další patro. Od roku 1963 ji nahrazuje nová budova.
Při požáru roce 1909 hořelo 5 domů. Za zmínku též stojí dům zdobený sgrafity, který stojí na místě někdejší myslivny.

## Galerie

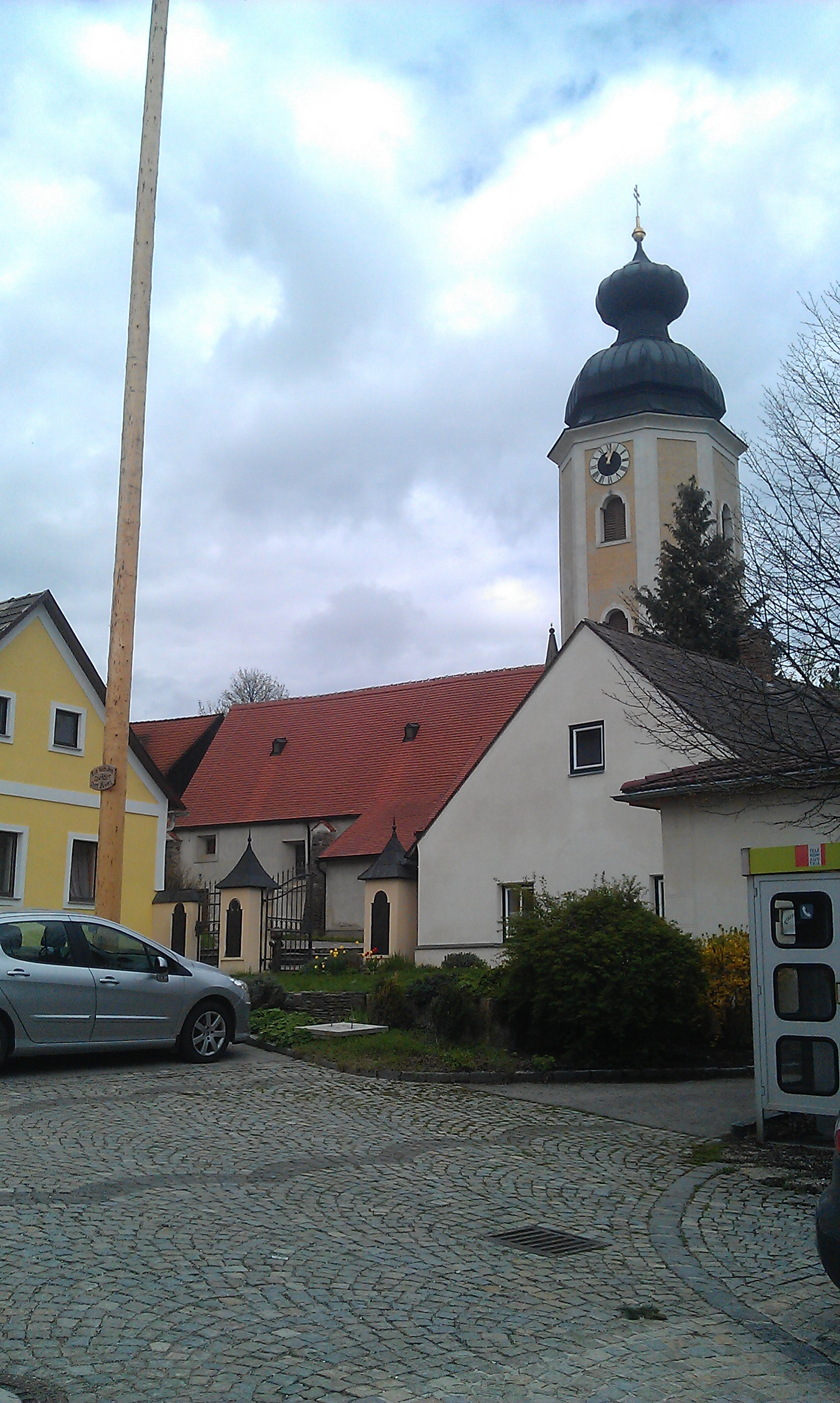
Farní kostel v Sallingbergu
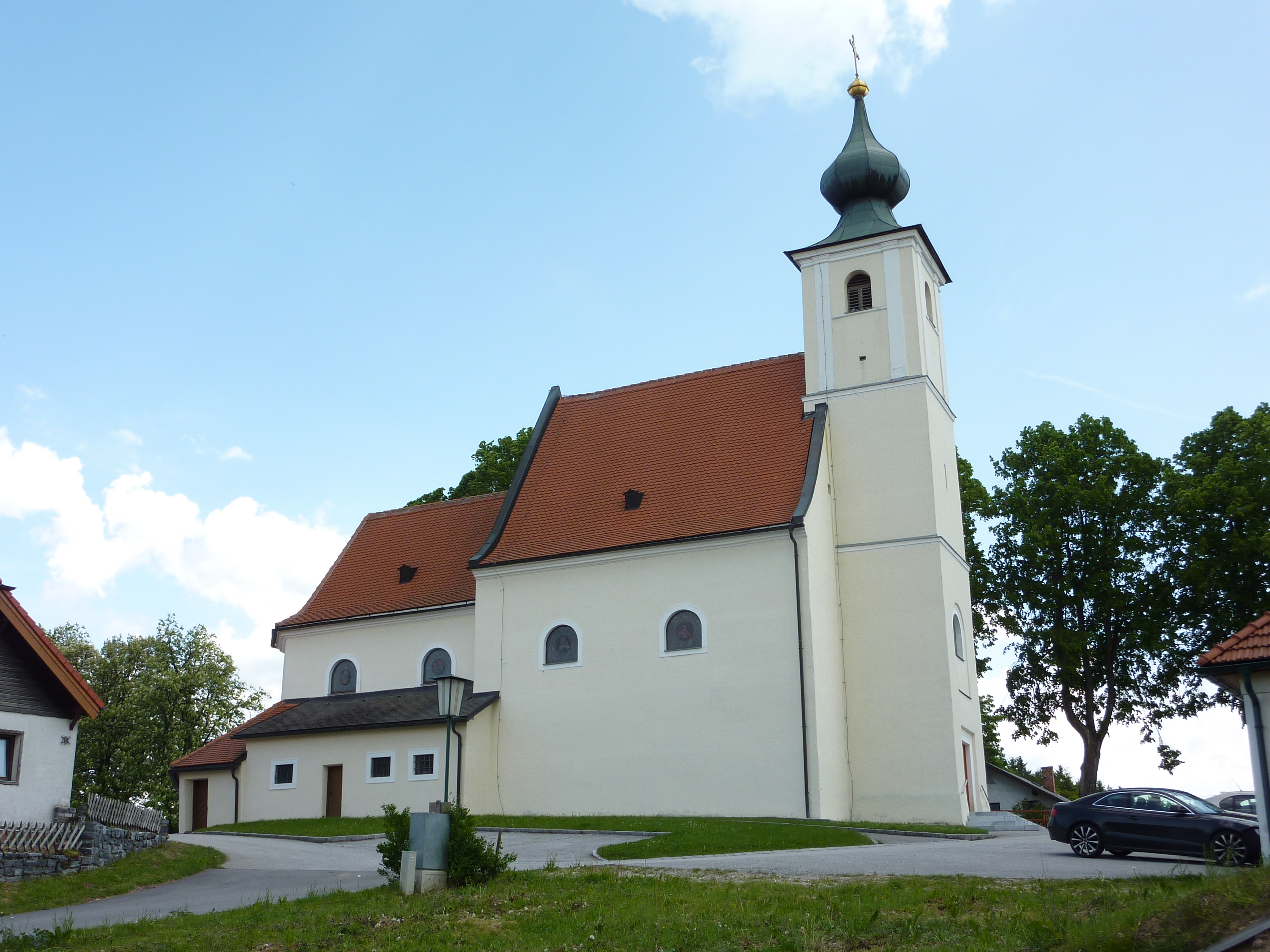
Kostel v Grainbrunnu
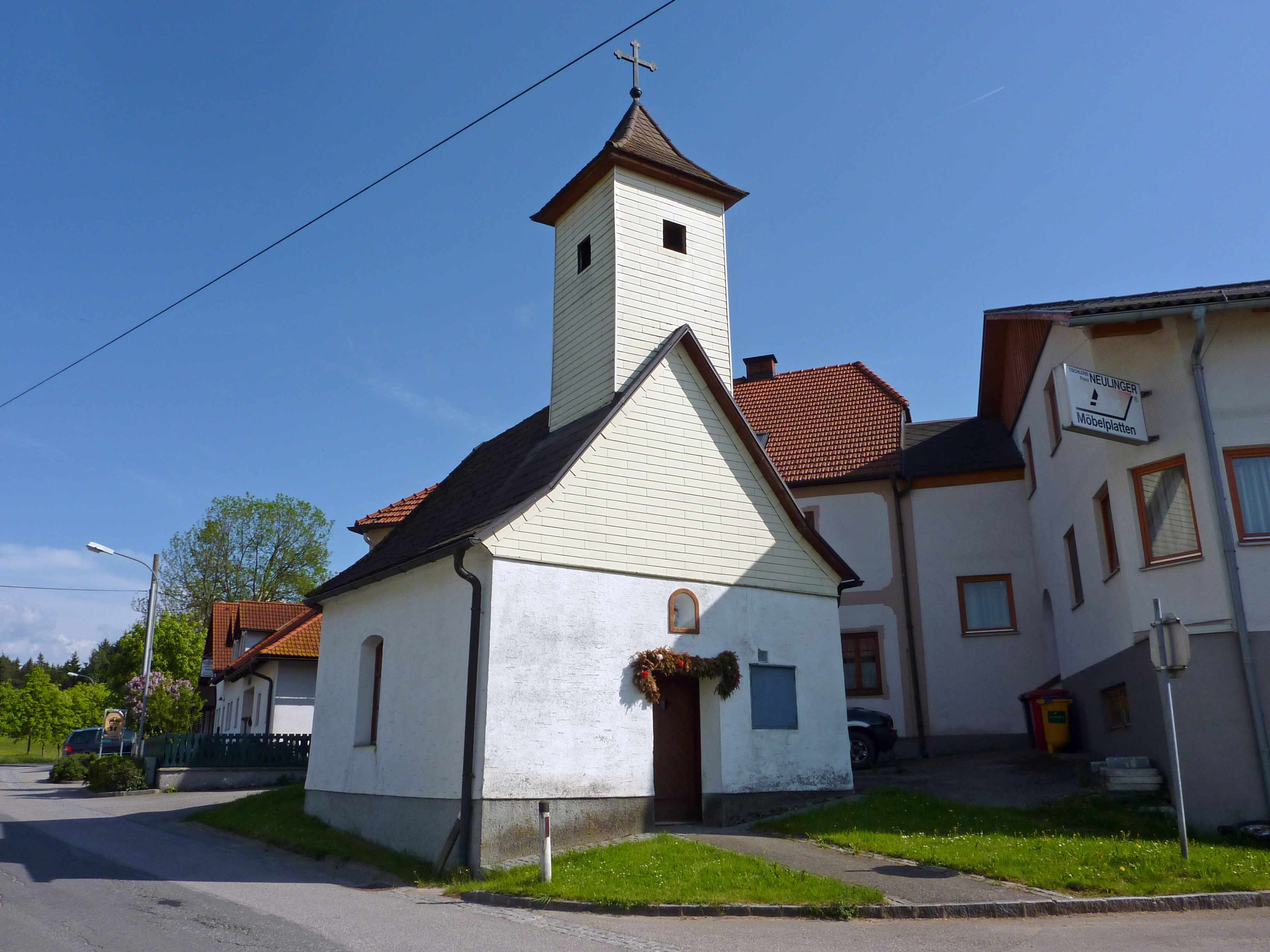
Místní kaple v Kleinhaslau
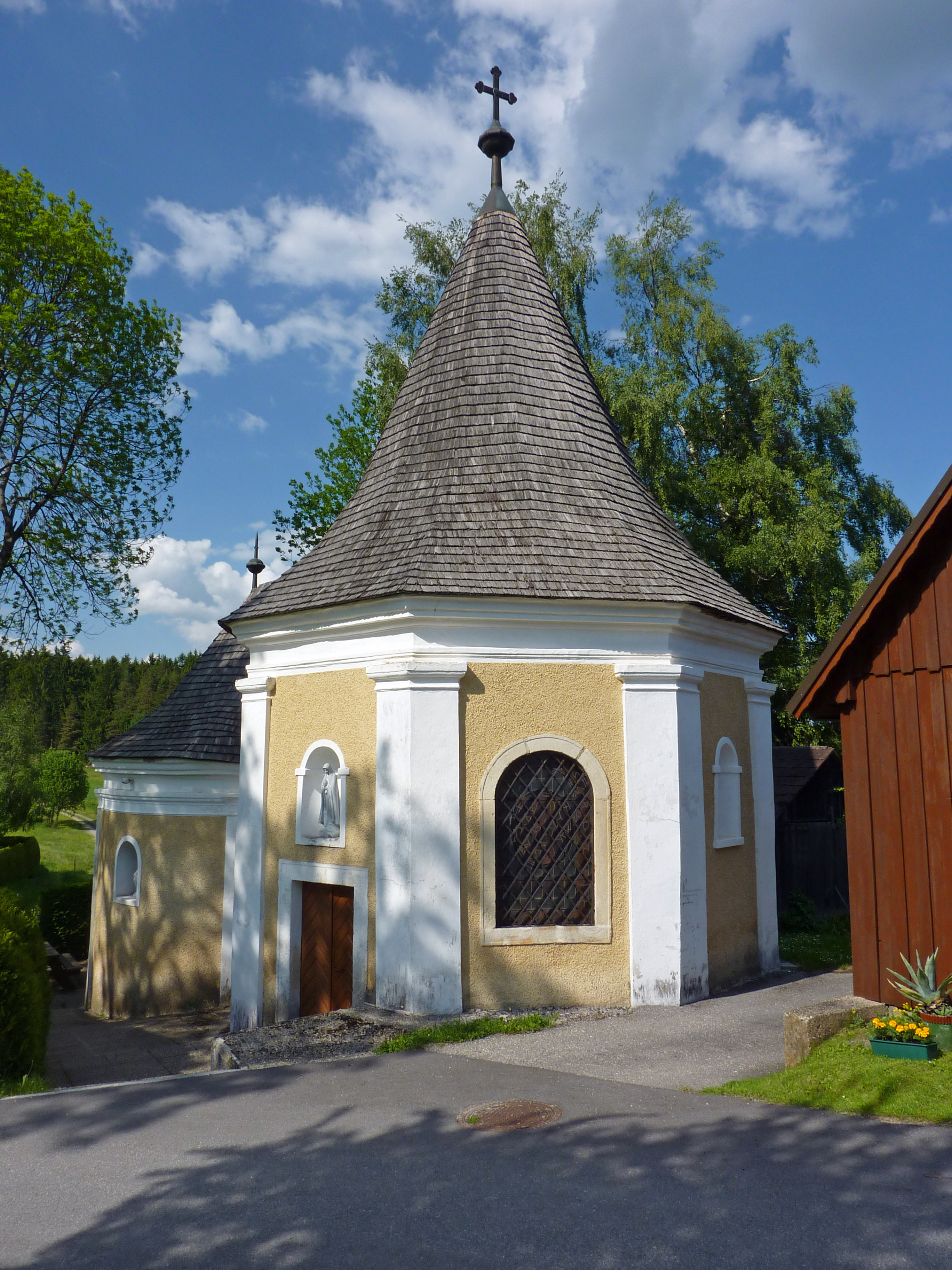
Kaplička v Grainbrunnu
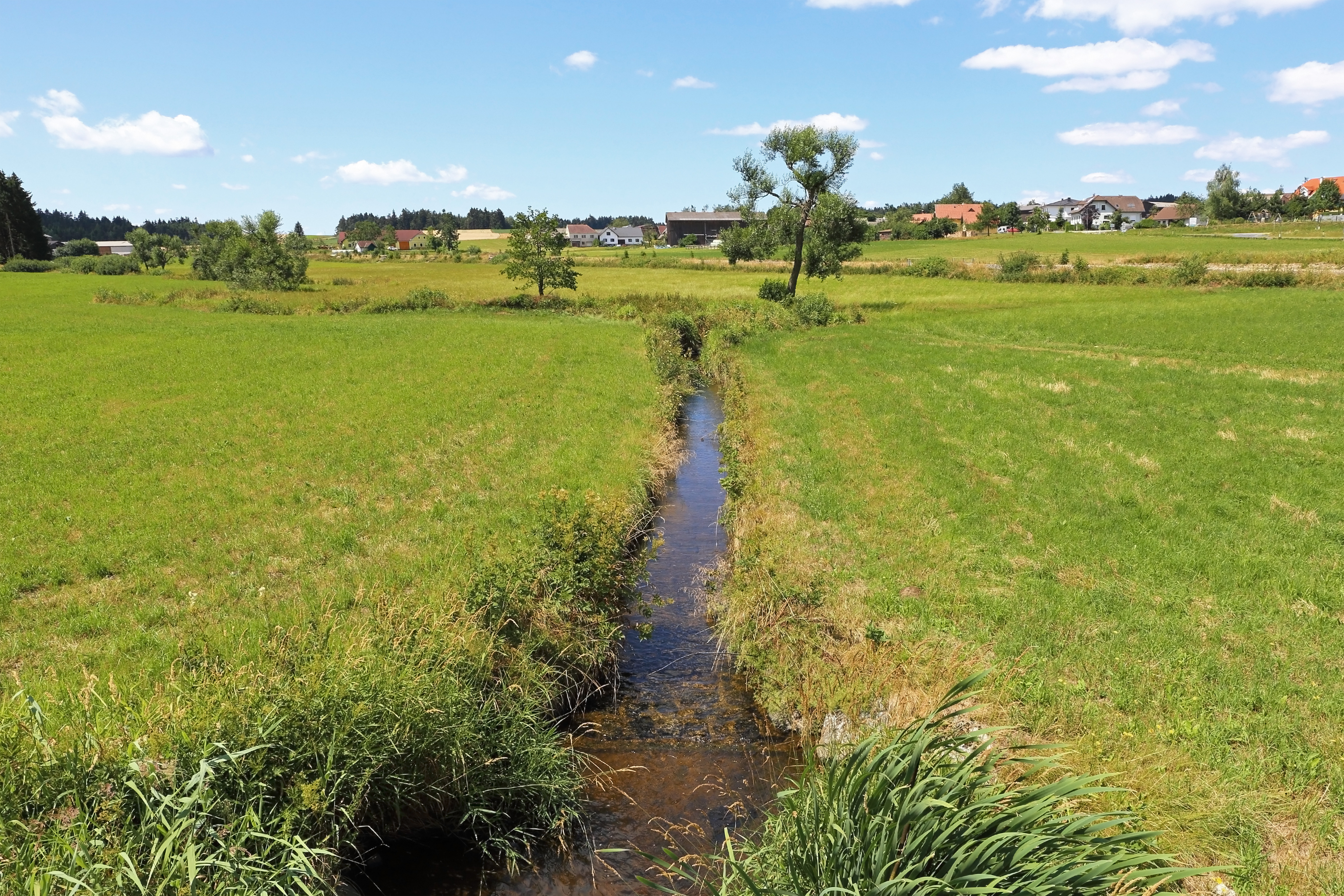
Krajina v okolí